# Jule Hake
Jule Marie Hake, née le 24 septembre 1999 à Datteln, est une kayakiste allemande.

## Carrière
Jule Hake participe aux Jeux olympiques d'été de 2020 où elle termine 18e en K1 500 m et 5e du K2 500 m.
Lors des Jeux olympiques d'été de 2024, Paulina Paszek et elle remporte la médaille de bronze du K2 500 m, terminant dans le même centième que la paire Hongroise composée de Sára Fojt et Noémi Pupp en 1 min 39 s 46. Quelques jours plus tard, elle remporte une médaille d'argent en K4 500 m avec Paszek, Sarah Brüßler et Pauline Jagsch.